# Liste der größten Unternehmen in Kolumbien
Die Liste der größten Unternehmen in Kolumbien enthält die vom Wirtschaftsmagazin Forbes in der Liste „The World’s Biggest Public Companies“ veröffentlichten  umsatzstärksten Unternehmen in Kolumbien. In der Tabelle aufgeführt sind der Umsatz, der Hauptsitz, der Nettogewinn, die Anzahl der Mitarbeiter und die Branche. Die Zahlen sind in Millionen US-Dollar angegeben und beziehen sich auf das Geschäftsjahr 2017/18.

## Forbes-Liste von 2018
| Rang | Forbes 2000 | Name              | Hauptsitz | Umsatz (Mio. $) | Nettogewinn (Mio. $) | Mitarbeiter | Branche                                                                       |
| ---- | ----------- | ----------------- | --------- | --------------- | -------------------- | ----------- | ----------------------------------------------------------------------------- |
| 1.   | 0300        | Ecopetrol         | Bogotá    | 19.400          | 2.800                | 8.800       | Öl- und Gasbetrieb                                                            |
| 2.   | 0761        | Grupo Bancolombia | Medellín  | 31.073          | 866                  | 16.715      | Regionalbanken                                                                |
| 3.   | 0774        | Grupo Aval        | Bogotá    | 10.300          | 694                  | 80.565      | Wertpapierdienstleistungen                                                    |
| 4.   | 1638        | Banco Davivienda  | Bogotá    | 3.600           | 432                  | 17.357      | Finanzdienstleistungen für Einzelpersonen, Familien, KMU's und Bauunternehmen |
| 5.   | 1674        | Grupo Sura        | Bogotá    | 4.000           | 426                  | 17.074      | Hypothekenkredite, Versicherungen                                             |
| 6.   | 1720        | Grupo Bolívar     | Bogotá    | 4.700           | 359                  | 25.177      | Hypothekenkredite, Versicherungen                                             |

## Latin Trade 500 Ranking von 2016
Diese Liste enthält keine Banken und Versicherungen
| Rang | Rang Top 500 | Name        | Hauptsitz | Gesamtvermögen (Mio. $) | Gewinn (Mio. $) | Mitarbeiter | Branche                                  |
| ---- | ------------ | ----------- | --------- | ----------------------- | --------------- | ----------- | ---------------------------------------- |
| 1.   | 18.          | Ecopetrol   | Bogotá    | 39.052,9                | 16.539.6        | 6.720       | Öl und Gas                               |
| 2.   | 35.          | Grupo Éxito | Envigado  | 16.497,5                | 10.605,7        | 1.800       | Einzelhandel                             |
| 3.   | 98.          | Terpel      | Bogotá    | 4.520,0                 | 1.236,0         | 510         | Öl und Gas                               |
| 4.   | 100.         | EPM         | Medellín  | 13.323,5                | 4.421,5         | 3.005       | Wasser, Energie, Gas & Telekommunikation |